# Alois Arnošt z Harrachu
Alois Arnošt Jan Nepomuk hrabě z Harrachu (německy Alois Ernst Johann Nepomuk Graf Harrach zu Rohrau, 21. června 1728, Vídeň – 19. června 1800, Baden u Vídně) byl rakouský šlechtic z rodu Harrachů a generál. Od mládí sloužil v rakouské armádě, několikrát se vyznamenal v sedmileté válce. Dosáhl hodnosti polního podmaršála (1773). Souběžně postupoval v hierarchii Řádu německých rytířů, jehož členem byl od roku 1751.

## Životopis
Pocházel ze šlechtického rodu Harrachů, patřil k rakouské linii sídlící na zámku Rohrau v Dolním Rakousku. Pocházel z početné rodiny císařského nejvyššího lovčího hraběte Karla Antonína z Harrachu (1692–1758) a jeho manželky Marie Kateřiny z Buquoy (1701–1768), měl dvanáct sourozenců. 
Od mládí sloužil v císařské armádě, souběžně byl od roku 1751 členem Řádu německých rytířů. Na počátku sedmileté války byl již podplukovníkem, bojoval v bitvě u Kolína (1757), téhož roku byl zraněn a zajat u Vratislavi. V roce 1758 byl povýšen na plukovníka, o rok později byl znovu zraněn v bitvě u Kunersdorfu (1759). Zúčastnil se dobývání Landeshutu a se zprávou o pádu pevnosti byl poslán do Vídně. V roce 1765 dosáhl hodnosti generálmajora a nakonec byl v roce 1773 povýšen do hodnosti polního podmaršála.
Po roce 1775 žil několik let v Praze, jeho pobyt zde je doložen smlouvou o pronájmu devítipokojového apartmá v paláci Kinských v Nerudově ulici. Postupoval také v hierarchii Řádu německých rytířů a nakonec byl v letech 1787–1800 zemským komturem řádu pro rakouské země. Byl též c. k. tajným radou a komořím. 
Po smrti staršího bratra Františka Antonína (1720–1768) se stal seniorem rakouské větve Harrachů a náležel mu dědičný úřad nejvyššího štolby v Dolním Rakousku. Jako řádový rytíř zemřel svobodný a bez potomstva.